# Pasek zębaty

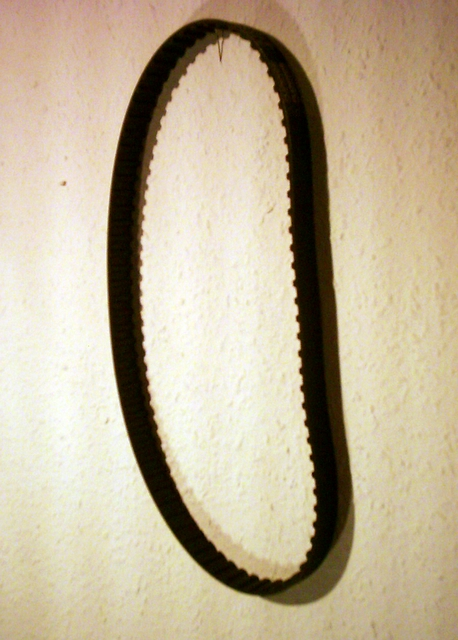
Pasek zębaty

Pasek zębaty – element przekładni pasowej.
Zęby ukształtowane na wewnętrznej powierzchni pasa i odpowiednie zęby koła pasowego umożliwiają pracę przekładni bez poślizgu.
Ten rodzaj przekładni pasowej stosowany jest w urządzeniach, w których niedopuszczalny jest poślizg, na przykład w układach rozrządu silników spalinowych.
Budowa paska zębatego
- Grzbiet paska - wykonany z kauczuku syntetycznego. Materiał ten charakteryzuje się bardzo dobrą elastycznością. Jest też bardzo śliski, dzięki czemu w miejscu styku grzbietu paska z np. rolką prowadzącą czy napinaczem nie powstają duże siły oporu (tarcie). Kauczuk syntetyczny nie jest odporny na działanie środków chemicznych, szczególnie na bazie węglowodorów (oleje, smary, paliwa, rozpuszczalniki itp.) oraz silikonów.
- Kord - element nośny paska. Dzięki niemu uzyskuje się dużą odporność paska na rozciąganie oraz odporność na działanie ciepła (brak zjawiska rozszerzalności cieplnej).
- Zęby paska - Zadaniem zębów paska jest przeniesienie siły napędowej z elementu czynnego (silnik) na element bierny. Istnieje kilka profili zębów.
- Dodatkowa powłoka chroniąca zęby - jest to specjalna tkanina lub teflon, którymi pokrywane są zęby. To rozwiązanie ma wzmocnić dodatkowo konstrukcję zębów (wzmocnić i usztywnić) oraz zmniejszyć tarcie pomiędzy zębem paska a kołem zębatym (teflon).